# Peter Kornicki
Peter Francis Kornicki es profesor de historia japonesa y Bibliografía en la Universidad de Cambridge.
Kornicki estudió en la Universidad de Oxford. Enseñó en la Universidad de Tasmania entre los años 1975 y 1982. También fue profesor en la Universidad de Kioto.
En el año 1985 llegó a Cambridge, donde actualmente participa en el "Robinson College" y la "British Academy".

## Obras
- The Book in Japan: A Cultural History from the Beginnings to the Nineteenth Century, Leiden: Brill, 1998. Paperback, University of Hawaii Press, 2000. ISBN 978-0-8248-2337-5